# Tipula marginella
Tipula marginella är en tvåvingeart som beskrevs av Theowald 1980. Tipula marginella ingår i släktet Tipula och familjen storharkrankar. Arten är reproducerande i Sverige. Inga underarter finns listade i Catalogue of Life.